# Marjana Domaškojc

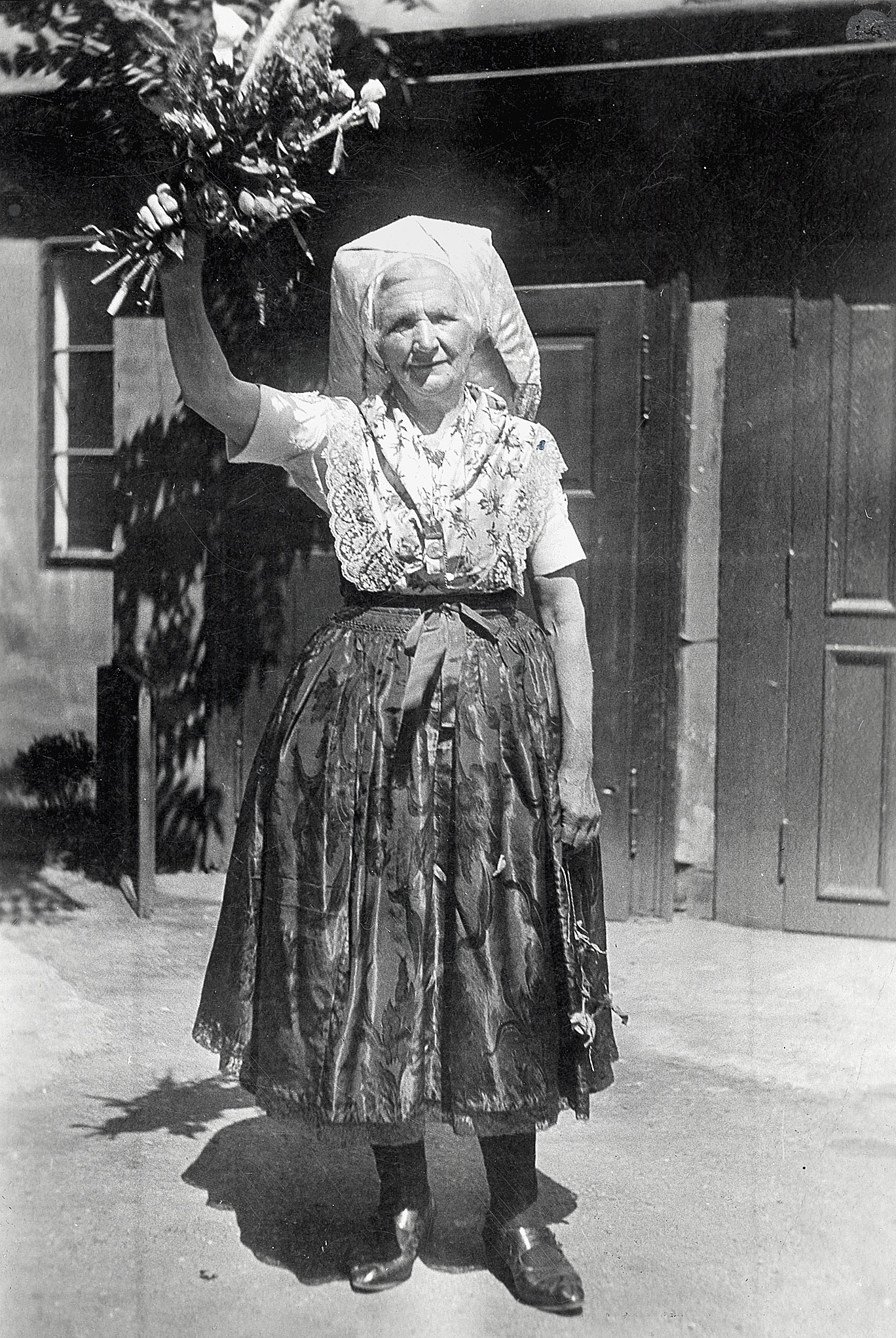
Marjana Domaškojc (um 1940)

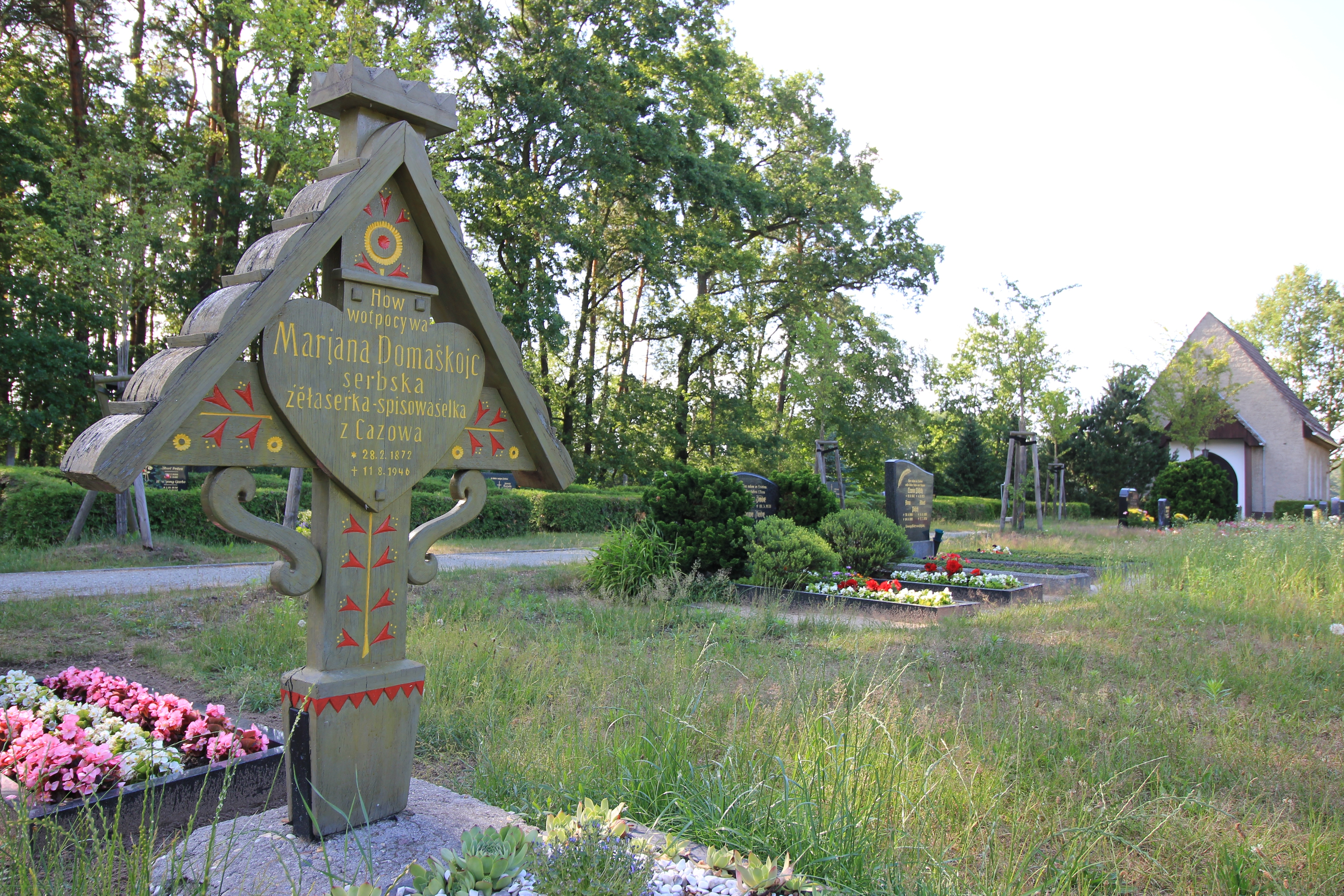
Grab von Marjana Domaškojc in Zahsow/Cazow

Marjana Domaškojc (deutsch Marianne Domaschke; * 28. Februar 1872 in Zahsow; † 11. August 1946 ebenda) war eine niedersorbische (wendische) Fabrikarbeiterin und Arbeiterschriftstellerin.

## Leben
Sie begann ab 1886 in einer Textilfabrik in Cottbus zu arbeiten. Bis 1931 war sie dort beschäftigt und sammelte Eindrücke und Erfahrungen der wendisch-deutschen Arbeitsverhältnisse in der Niederlausitz.
Ab 1925 schrieb sie für verschiedene wendische Zeitungen und Zeitschriften Berichte und vor allem Gedichte. In ihren Gedichten flossen vor allem ihre Eindrücke der heimischen Natur und des dörflichen Lebens aus religiöser Sicht ein. Außerdem schrieb sie auch patriotische Gedichte, in denen sie sich mit der damaligen Situation der Sorben/Wenden kritisch auseinandersetzte.
Im Jahre 1929 erschien ihr sozialkritisches Theaterstück Z chudych žywjenja (Aus dem Leben der Armen) in der damaligen Zeitschrift Łužyca, in dem sie die Lebensverhältnisse der Sorben beschrieb. Das Stück konnte aufgrund des Widerstandes deutschnationaler Kreise nicht in Deutschland aufgeführt werden, vor allem da die tragende Figur des Juden Aron positiv beschrieben wurde. Es wurde 1932 erstmals in Prag auf Tschechisch aufgeführt.

## Sonstiges
Nach ihr wurde in der DDR die damalige Sorbische Erweiterte Oberschule in Cottbus (heutiges Niedersorbisches Gymnasium) benannt. Im Cottbuser Stadtteil Schmellwitz trägt eine Straße und in Raddusch die Kindertagesstätte ihren Namen. Ihr Grabkreuz auf dem Friedhof in Zahsow steht unter Denkmalschutz.